# Ljudstvo Džomon
Ljudstvo Džomon (縄文人 "Džomon-džin") je generično ime za ljudi, ki so živeli na Japonskem otočju v obdobju Džomon.

## Morfološke značilnosti
Džomonski odrasli moški so bili v povprečju visoki 155 cm, ženske pa manj kot 150 cm. Imeli so t.i. globoko vrezane obrazne značilnosti, lok med obrvema je štrlel navzven, koren nosa pa je bil povlečen noter. Imeli so goste obrvi, velike oči, dvojno veko in močne ustnice ter kosti brade.
Pripadajo proto-mongoloidnem tipu čeljusti in spadajo med sundadonte.

## Genetika

### DNA kromosoma Y
Znanstveniki menijo, da je haploskupina D1b kromosoma Y pogosta pri Džomoncih. Moški, izkopan na otoku Rebun je spadal v haploskupino D1b2a(D-CTS 220). Haploskupino D1b pri približno 40% današnjih Japoncev, zato je vsaj tretjina direktnih potomcev Džomoncev. Tudi skupini C1a1 in C2 sta obstajali v manjši količini, večina pa je pripadala skupini D1b.

### Mitohondrijska DNA
Haploskupino mitohondrijske DNA Džomoncev karakterizira M7a z najvišjo pojavnostjo na Okinavi in N9b na severnem Hokaidu. Prisotni sta tudi skupini B in F.

### Retrovirus ATL
Gen, povezan z Džomonci, je v retrovirusu, ki povzroča levkemijo T-celic pri odraslih (ALT). Čeprav je znano, da so prenašalci virusa na Japonskem obstajali, ga v sosednjih azijskih državah niso odkrili. Našli so ga pri domorodcih Severne Amerike, Afrike, Nove Gvineje, ipd. Pogost je na Kjušuju, Okinavi, v prefekturi Nagasaki in med pripadniki ljudstva Ajnu. Zelo pogosto se pojavlja na izoliranih območjih in na otokih, srednje pa na južnem Šikokuju, ob pacifiški obali regije Tohoku, otočju Oki in na jugu polotoka Kii.
Pot naravne okužbe s tem virusom je omejena na vertikalne okužbe med materjo in otrokom ter horizontalno okužbo med moškimi in ženskami.
Na podlagi zgoraj navedenega so zaključili, do so potomci ljudstva Džomon še vedno prisotni v visoki gostoti.

## Kultura
"Džomonska kultura" je temeljila na zbiranju hrane. Nabirali so drevesne oreške, školjke, ukvarjali pa tudi z lovom, ribolovom in nekaj kmetijstva. Uporabljali so kamnito orodje in lončevino, živeli pa v zemljankah.